# RE Virton
RE Virton (celým názvem Royal Excelsior Virton) je belgický fotbalový klub z města Virton v provincii Lucemburk. Byl oficiálně založen roku 1922 jako Excelsior Football Club Virton (letopočet založení je i v klubovém znaku), neoficiálně 1913. Domácím hřištěm je Stade Yvan Georges s kapacitou 4 000 míst. Klubové barvy jsou zelená a bílá.

## Logo
Klubové logo je kruhového tvaru a je v červené, zelené a bílé barvě. Vnitřní kruh je červený a obsahuje dva zkřížené šípy, zkratku REV a stylizovaný fotbalový míč (tyto položky jsou bílou barvou). Ve vnějším okruží je dole plný název klubu ROYAL EXCELSIOR VIRTON a nahoře letopočet založení DEPUIS 1922 (obojí černě na bílém pozadí). Obvod vnějšího okruží je zelený. Nahoře klubového emblému je zelená královská koruna.
Toto logo klub používá od roku 2012.

## Známí hráči
- Thomas Meunier